# دروغ‌های کوچک بزرگ (مجموعه تلویزیونی)
دروغ‌های کوچک بزرگ (انگلیسی: Big Little Lies) یک سریال درام آمریکایی محصول اچ‌بی‌او به کارگردانی ژان-مارک ولی و نویسندگی دیوید ای کلی است که در سال ۲۰۱۷ منتشر شد. فصل نخست مجموعه براساس رمانی به همین نام ساخته شده است. فصل دوم در سال ۲۰۱۹ با اضافه شدن مریل استریپ به گروه بازیگران منتشر شد.

## بازیگران

### اصلی
- ریس ویترسپون در نقش مدلین مکنزی
- نیکول کیدمن در نقش سلست رایت
- شیلین وودلی در نقش جین چپمن
- الکساندر اسکاشگورد در نقش پری رایت، شوهر سلست
- آدام اسکات در نقش اد مکنزی، شوهر مدلین
- زویی کراویتس در نقش بانی کارلسون، همسر نیتن
- جیمز تاپر در نقش نیتن کارلسون، شوهر سابق مدلین و شوهر بانی
- لارا درن در نقش رناتا کلین
- جفری نوردلینگ در نقش گوردون کلین، شوهر رناتا
- کاترین نیوتون در نقش ابیگیل کارلسون، دختر مدلین و نیتن
- ایان آرمیتاژ در نقش زیگی چپمن، پسر جین
- مریل استریپ در نقش مری لوییس رایت، مادر پری (فصل ۲)

### فرعی
- داربی کمپ در نقش کلویی مکنزی، دختر اد و مدلین
- کمرون کراوتی در نقش جاش رایت، پسر سلست و پری
- نیکولاس کراوتی در نقش مکس رایت، پسر سلست و پری
- کلویی کولمن در نقش اسکای کارلسون، دختر بانی و نیتن
- آیوی جورج در نقش امابلا کلین، دختر رناتا و گوردون
- مرین دانجی در نقش کارآگاه آدرین کویینلن
- رابین ویگرت در نقش دکتر آماندا ریزمن، درمانگر پری و سلست
- پی. جی. برن در نقش ورن نیپال، مدیر مدرسه ابتدایی اتر بی
- سانتیاگو کاباررا در نقش جوزف بچمن، کارگردان تئاتر
- سارا سوکولوویچ در نقش توری بچمن، همسر جوزف
- کلن کلمن در نقش هارپر استیمسون
- لری سالیوان در نقش اورن
- جیا کاردیس در نقش ملیسا
- لری بیتس در نقش استو
- سارا بیکر در نقش تیا کانینگام (فصل ۱)
- کاترین خاوری در نقش سامانتا (فصل ۱)
- سارا برنز در نقش گیبریل (فصل ۱)
- هانگ چائو در نقش جکی (فصل ۱)
- دیوید مناهن در نقش برنارد (فصل ۱)
- مالی هیگن در نقش دکتر موریارتی، روان‌شناس زیگی (فصل ۱)
- ویرجینیا کول در نقش خانم بارنز، معلم ابتدایی (فصل ۱)
- جوزف کراس در نقش تام، صاحب کافه محبوب مدلین و سلست (فصل ۱)
- داگلاس اسمیت در نقش کوری براکفیلد، معشوقه جین و همکارش در آکواریوم مونتری بی (فصل ۲)
- مو مک ری در نقش مایکل پرکینز، معلم جدید کلاس دوم در مدرسه ابتدایی اتر بی (فصل ۲)
- کریستال فاکس در نقش الیزابت هوارد، مادر بانی (فصل ۲)
- مارتین داناوان در نقش مارتین هوارد، پدر بانی (فصل ۲)
- پورنا جاگاناتان در نقش کیتی ریچموند، وکیل سلست (فصل ۲)
- دنی اوهر در نقش ایرا فاربر، وکیل مری لوییس (فصل ۲)
- بکی ان بیکر در نقش مارلین سیپریانی، قاضی پرونده حضانت سلست و مری لوییس (فصل ۲)